# 斯塔爾科夫

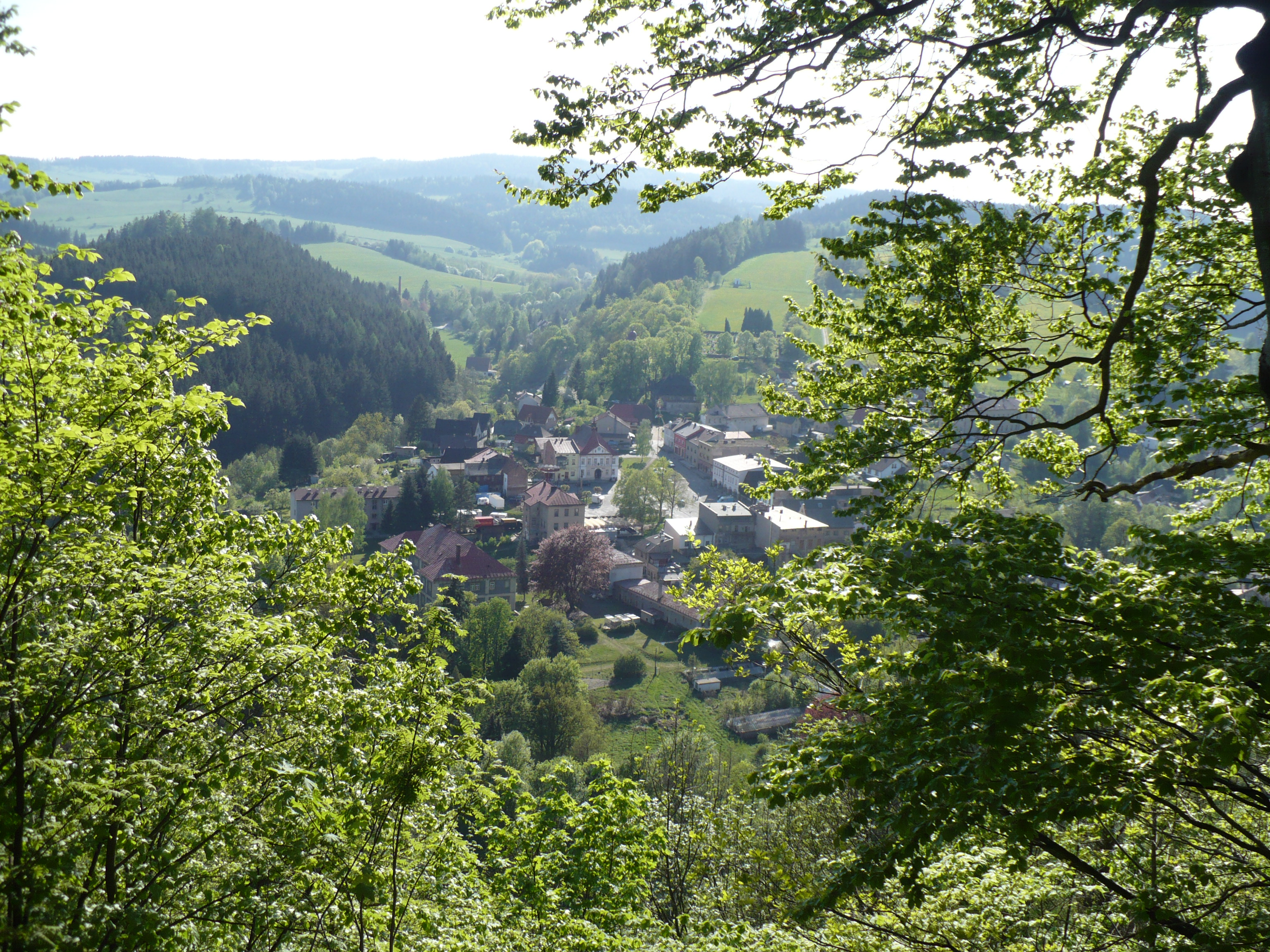

斯塔爾科夫是捷克的城鎮，位於該國北部，距離納霍德13公里，由赫拉德茨-克拉洛韋州負責管轄，面積16.52平方公里，海拔高度441米，2012年人口628。

## 外部連結
- Municipal website （页面存档备份，存于）